# Contracorriente (periódico)
Contracorriente es un medio digital hondureño con publicaciones en español e inglés, creado en marzo de 2017. Se enfoca en investigaciones sobre corrupción, política y derechos humanos.
Su empresa editorial es Producciones Red Comunica, Investiga y Conecta S. de R.L., fundada por Jennifer Alejandra Ávila Reyes, Catherine Aurora Calderón Mercado y Héctor Alejandro Maradiaga Cibrian, siendo las dos primeras sus actuales dueñas.

## Historia
La idea del medio nació con la irrupción del movimiento de «los indignados» en Honduras en 2015 (véase: Maccih), que protestó contra el saqueo del Instituto Hondureño de Seguridad Social (IHSS). En ese momento se juntaron varios periodistas interesados en la importancia de contar lo que pasa en Honduras, haciendo uso de las nuevas tecnologías y buscando combatir la corrupción. El medio se consolidó con apoyo de otras redes regionales y lanzó su primera publicación en línea en marzo de 2017, mismo mes cuando fue fue constituido legalmente.

### Financiación
El medio cuenta con una línea de gestión de fondos de instituciones y organizaciones internacionales, becas y proyectos; y otra línea para la venta de servicios comunicacionales: consultorías en temas de comunicación, diseño de campañas, producciones audiovisuales, servicio de fixer y traducción inglés-español para diferentes formatos de medios de comunicación y talleres de formación en temas de comunicación y periodismo.
Contracorriente se sostiene gracias a los acuerdos de cooperación con fundaciones internacionales, que aportan un 75 % de los ingresos, mientras que el resto provienen de la venta de servicios.
| Año       | Entidades aliadas |
| --------- | --- |
| 2017      | Fundación Heinrich Böll (HBS), The Free Press (The FP), Fundación Friedrich Ebert (FES)                                                                         |
| 2018      | HBS, The FP |
| 2019      | HBS, Fundación Nacional para la Democracia (NED), Fundación Internacional Seattle (SIF), Free Press Unlimited, Fundación Internacional de Mujeres en los Medios |
| 2020-2021 | HBS, NED, SIF, Free Press Unlimited, Open Society Foundations (OSF), Fundación Ford, Google News Lab                                                            |
| 2022      | HBS, NED, SIF, OSF, Fundación para una Sociedad Justa (FJS), Fundación Ford                                                                                     |
| 2023      | HBS, NED, SIF, FJS, Fundación Ford, Instituto para el Reportaje de Guerra y Paz (IWPR)                                                                          |
| 2024      | HBS, NED, SIF, FJS, Fundación Ford, IWPR, Instituto de Paz de los Estados Unidos, Internews                                                                     |
| 2025      | FSIF, FJS, Fundación Ford |

## Ideología
El medio se autodescribe como una plataforma  digital «que apuesta por una sociedad democrática a través del periodismo de investigación y profundidad, así como también por la formación de una nueva generación de periodistas y comunicadores que cuenten las causas y consecuencias de los fenómenos sociales en Honduras y la región».
El medio acepta el uso de la 'e' para el género neutro gramatical y como expresión de género de los individuos. También evita el uso del masculino genérico por considerarlo «una forma de exclusión que refuerza la discriminación e invisibilización hacia las mujeres y personas de otros géneros diferentes al masculino». Considera además «necesario combatir —a través del discurso— el sexismo en la sociedad». 

## Políticas

### Línea editorial
Para sus textos, define seis líneas de investigación: estructuras de poder, migración, derechos humanos, derechos sexuales y reproductivos, extractivismo, medioambiente y violencia en la juventud; priorizando los temas de interés público. Se cuida que la información a publicar esté verificada, sea rigurosa y cumpla con los requerimientos de no discriminación de ningún tipo y con la política de género del medio.
Se definen además 9 tipos de publicaciones: 
- Reportaje, de no más de 15,000 palabras; todos con una introducción de 50 a 100 palabras y la inclusión de citas destacadas como una sugerencia para que el lector las comparta en redes sociales. Además, cada reportaje debe aportar el contexto de la información brindada.
- Crónica, con información amplia escrita por especialistas.
- Nota de actualidad, más breve que un reportaje pero con los mismos lineamientos.
- Editorial, con la opinión de Contracorriente; escrita por la dirección editorial, miembros del consejo editorial u otros con la aprobación del anterior. Su extensión es de 1500 palabras.
- Artículo de opinión, con un máximo de 1500 palabras.
- Ensayo, regido por las mismas políticas que las opiniones, pero con una extensión máxima de 3000 palabras y más sustento en las afirmaciones.
- Fotonota, una imagen con valor informativo acompañada de no más de tres párrafos.
- Fotogalería, con 4 a 10 fotografías acompañadas de una descripción breve.
- Fotoensayo, una idea sustentada por un conjunto de imágenes.

Los párrafos de los reportajes, las crónicas y las notas de actualidad deben ser menor a 100 palabras. Cada crónica, opinión y ensayo debe contener la leyenda final: «Los puntos de vista, vivencias y opiniones expresadas en esta columna son responsabilidad de la persona que firma y no reflejan necesariamente la línea editorial del medio».

### Estilo de redacción
En su Manual de Estilo, el periódico especifica su estilo de escritura y uso de los signos ortográficos, el cual coincide con la normativa vigente del español, excepto en cuanto al uso de la 'e' como una forma de género neutro, lo cual es admitido en Contracorriente según el contexto. Asimismo, el medio evita el uso del masculino genérico, ya sea mediante lenguaje no sexista o nombrando a cada género mediante el uso de paréntesis, guiones o plecas (ejemplo: ciudadanos-as). El medio no usa el subrayado y tampoco usa la 'x' ni el '@' para el género neutro gramatical. 
El medio usa el voseo en sus publicaciones en redes sociales para dirigirse a una audiencia en singular. Se recomienda evitar afirmaciones vagas y generales, y usar en su lugar datos estadísticos. Se prohíbe el uso de expresiones discriminatorias y palabras soeces, a menos que lo amerite una cita textual.

### Código ético
Basados en la responsabilidad, se tiene como política que todos los textos deben ser firmados por el autor,  salvo excepciones por razones de seguridad debidamente documentadas y acordadas con la dirección del medio. El medio acepta el uso de fuentes anónimas que temen por su seguridad, sin embargo solicita a sus redactores buscar dos fuentes más si la persona anónima realiza denuncias graves. Prohíbe a sus periodistas aceptar regalos, pagos o cubrición de gastos por parte de las fuentes. El medio no usa inteligencia artificial (IA) para generar sus textos, pero sí para algunas ilustraciones o publicaciones en redes sociales, en cuyo caso acredita a la IA usada.
El medio reconoce el derecho a réplica de una persona que haya sido afectada por alguna de sus publicaciones, realizando una revisión de las mismas en caso del reclamo de réplica y una rectificación en caso de demostrarse la difusión de afirmaciones falsas. Se
niega el derecho a réplica a un presunto agraviado por una publicación en los siguientes casos: 
- Las acusaciones reportadas en la publicación fueron hechas por terceros y no por Contracorriente.
- El presunto agraviado negó las solicitudes de entrevista previo a la publicación.
- El presunto agraviado pretende desmentir algo que él mismo dijo para su publicación y el medio cuenta con las pruebas de ello.

En Contracorriente «la libertad de información prima sobre los derechos a la intimidad, el buen nombre, y/o el honor cuando se informa sobre personas públicas o de interés público». En ese sentido, el medio negará las peticiones de eliminación u ocultación de contenido hechas bajo el argumento de irrelevancia si dicho contenido toca temas como violaciones a los derechos humanos, casos judiciales o escándalos administrativos y que involucran a actores como funcionarios, empresarios o colaboradores del Estado.  

## Aspectos legales
Contracorriente cuenta con una licencia Copy Far Left o Producción entre Pares, con la que únicamente aquellas personas, cooperativas o entidades sin ánimo de lucro pueden compartir y reutilizar la obra, pero no se permite el uso lucrativo por parte de entidades comerciales.

## Equipo humano
Conforman parte del equipo de Contracorriente:
- Marilyn Abigail Molina, gerente general,
- Jennifer Alejandra Ávila, directora editorial,
- Catherine Aurora Calderón, directora de Desarrollo,
- Fernando Alexander Silva, jefe de Redacción,
- Persy Cabrera Pinto, productor de contenido,
- Allan Bú Díaz, periodista,
- María Celeste Maradiaga, periodista de investigación, y
- Vienna María Herrera, editora.

Consejo Editorial
- Danielle Mackey: periodista estadounidense que cubre Centroamérica. Trabaja medio tiempo en The New Yorker y escribe para varios medios estadounidenses y centroamericanos.
- Pere Ortín: periodista y documentalista. Creador del movimiento periodístico-artístico crítico #PeriodismoDaDá. Profesor de periodismo de la Universidad Autónoma de Barcelona.
- Amelia Frank-Vitale: antropóloga.  Profesora en el Programa de Derechos Humanos en Barnard College, Universidad de Columbia.
- Tomás Ayuso: escritor y fotoperiodista documental hondureño. Es explorer de National Geographic, además de desarrollar proyectos personales y trabajos por encargo. Imparte clases y entrenamientos de periodismo y fotografía en distintas comunidades subrepresentadas de las Américas.
- Agustina Grasso: periodista argentina, documentalista y docente universitaria. Fundadora del portal Escritura Crónica y directora de los documentales Trash y Transición Energética en Argentina. Escribe para la sección América Futura de El País.

## Reconocimientos
- LASA Media Award (2020) de la Asociación de Estudios Latinoamericanos (LASA), para Jennifer Ávila, periodista y cofundadora de Contracorriente . Reconocimiento al periodismo destacado.[2]
- Premio Ortega y Gasset (2020) del medio El País a «mejor historia o investigación periodística», para ‘Transnacionales de la fe’, escrita por periodistas de 16 medios,[3] incluido Contracorriente.[4]
- Democracy Award (2021) de la Fundación Nacional para la Democracia, para Contracorriente, por su valiente esfuerzo por promover la democracia, el estado de derecho, la rendición de cuentas y la transparencia en toda la región.[5]